# Villa Otto Hennig
Die Villa von Otto Hennig ist eine Villa im Stadtteil Oberlößnitz der sächsischen Stadt Radebeul, in der heutigen Eduard-Bilz-Straße 34. Sie lag in der ursprünglichen Sophienstraße, die von den Gebrüdern Ziller auf eigene Kosten ausgebaut wurde und die heute den mittleren Teil der Eduard-Bilz-Straße bildet. Die Sophienstraße war nach der Zillerschwester Sophie Eugenia (1853–1874) benannt, die in frühen Jahren an Tuberkulose starb. In dem Haus lebte Gustav Zillers künftige Ehefrau Marie, eine Tochter des Dresdner Geheimen Regierungsrats Otto Hennig.

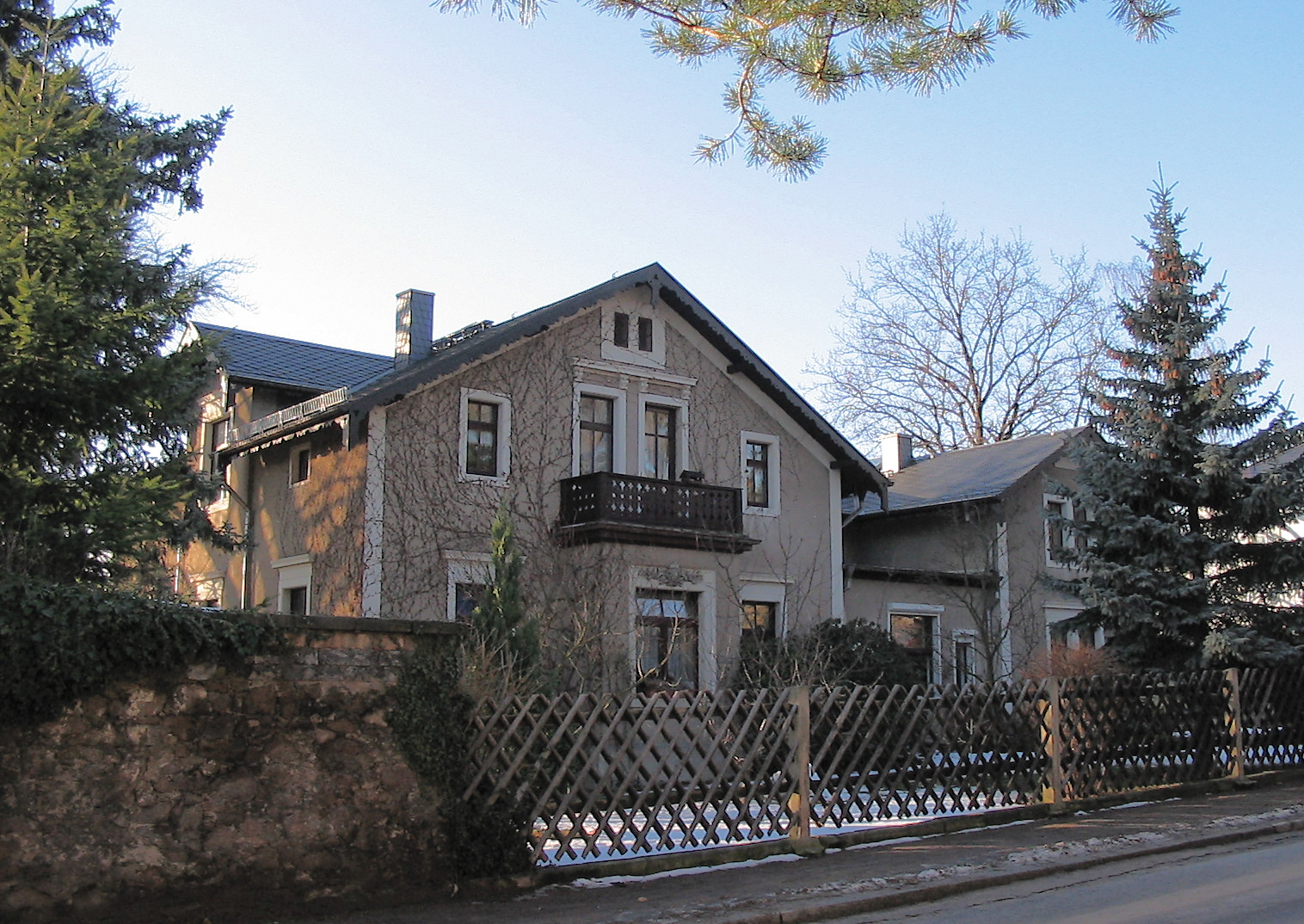
Villa Otto Hennig

## Beschreibung

Haus Thieme (um 1900). Rechts davon die Südfassade der Villa von Otto Hennig

Die als zusammenhängender Gruppenbau konzipierte, unter Denkmalschutz stehende Villa besteht aus drei Baukörpern in Form eines eineinhalbgeschossigen Haupthauses, eines eineinhalbgeschossigen Nebengebäudes sowie eines Verbindungsbaus in der Höhe des Nebengebäudes.
Die eineinhalbgeschossige Villa hat einen mezzaninartigen Kniestock sowie flachgeneigte Satteldächer. Sie steht giebelständig zur Straße, der Hauptbaukörper ist nach Süden ausgerichtet. Dort befindet sich in der Traufseite ein haushoher Mittelrisalit, während im Giebel zur Straße ein erkerartiger Vorbau mit einem Austritt obenauf steht. Nördlich des Haupthauses befindet sich das eineinhalbgeschossige Nebengebäude, das durch den Verbindungsbau angeschlossen ist.
Die Fenster sind durch Sandsteingewände eingefasst, die teilweise horizontale Verdachungen tragen, von denen wiederum einige durch Konsolen gestützt werden. Das Fenster im straßenseitigen Erker zeigt ein figürliches Relief im Fenstersturz. Die Fenster im Nebengiebel sind Koppelfenster.
Die ehemals reiche Putzgliederung aus Glattputz ist verschwunden und wurde durch stumpfen Rauputz ersetzt. Lediglich die Giebel zeigen eine Lisenenrahmung, die die vermutlich ursprüngliche Eckquaderung ersetzt. Die Brettschnitzereien an Traufen und Ortgängen zeigen den Zillerschen Schweizerstil.
Der Verbindungsbau mit der ursprünglichen offenen Rundbogenstellung ist durch eine massive erdgeschossige Veranda ersetzt. Der Eingang befindet sich nun mehr auf der Nordseite des Hauses, er wird durch eine schlichte Stichbogen-Überhöhung gekrönt.
Die Einfriedung wurde durch einen wenig zillertypischen Jägerzaun ersetzt.

## Geschichte
Die Gebrüder Ziller erschlossen um 1877 auf eigene Kosten die ehemalige Sophienstraße, die nach Fertigstellung in den Besitz der Landgemeinde Oberlößnitz übergeben wurde. Um die Straße, die an einem kleinen Platz (Alvslebenplatz) beziehungsweise der Nizzastraße beginnt, aufzuwerten, bauten die Gebrüder Ziller am Straßenbeginn auf eigene Kosten als erstes Gebäude dieser Straße den Sophienhof, eine mit der Hauptansicht in Richtung Süden zum Platz ausgerichtete und mit einem Turm versehene Villa in Form einer Gebäudegruppe.
Der Sophienhof war mitsamt dem Turm eine Abwandlung eines Zillerschen Standard-Haustyps, der in dieser Straße mehrfach errichtet wurde. Um die Wandlungsfähigkeit dieses Haustyps zu zeigen, bauten die Zillerbrüder in den Jahren 1882/1884, Jahre nach den auf der Ostseite der Straße entstandenen Villen gleichen Typs, auf der gegenüberliegenden Straßenseite eine gespiegelte Version dieses Entwurfs. Das heißt, dass der Hauptbaukörper auch hier wieder nach Süden ausgerichtet war, damit jedoch auf die linke Seite der Hauptansicht zu liegen kam.
Die Villa war im Besitz des Dresdner Geheimen Regierungsrats Otto Hennig, dessen Tochter Johanna Sophie Marie (Marie) (1862–1910) im Jahr 1886 von Gustav Ziller geheiratet wurde und die nach dessen Tod 1901 die Geschicke der Firma „Gebr. Ziller“ bis zu ihrem eigenen Ableben weiterführen sollte.

## Ähnliche Gebäude
- Eduard-Bilz-Straße 17: Villa als Gruppenbau
- Eduard-Bilz-Straße 19: Villa als Gruppenbau
- Eduard-Bilz-Straße 21: 1877: Sophienhof (mit Turm, Denkmal)
- Eduard-Bilz-Straße 27: 1877: Villa Eduard-Bilz-Straße 27 (Denkmal)
- Eduard-Bilz-Straße 34: 1882/84: Villa Otto Hennig (Denkmal)
- Eduard-Bilz-Straße 37: 1878: Haus Rudell (Denkmal)
- Pestalozzistraße 39: 1879/1881: Villa Pestalozzistraße 39 (Denkmal, errichtet durch die Baufirma F. W. Eisold nach Gustav Zillers Entwurf)